# فيكتوريا تراوتمانزدورف
فيكتوريا تراوتمانزدورف (بالألمانية: Victoria Trauttmansdorff)‏ هي ممثلة نمساوية، ولدت في 8 سبتمبر 1960 بفيينا في النمسا.

## أعمال

### أفلام
- (2005) أشباح
- (2012) حنة آرندت[3]

## وصلات خارجية
- فيكتوريا تراوتمانزدورف على موقع IMDb (الإنجليزية)
- فيكتوريا تراوتمانزدورف على موقع قاعدة بيانات الأفلام العربية
- فيكتوريا تراوتمانزدورف على موقع ألو سيني (الفرنسية)
- فيكتوريا تراوتمانزدورف على موقع ميوزك برينز (الإنجليزية)
- فيكتوريا تراوتمانزدورف على موقع أول موفي (الإنجليزية)
- فيكتوريا تراوتمانزدورف على موقع قاعدة بيانات الأفلام السويدية (السويدية)
- فيكتوريا تراوتمانزدورف على موقع قاعدة بيانات الفيلم (الإنجليزية)
- فيكتوريا تراوتمانزدورف على موقع كينوبويسك (الروسية)